# Sarmiza Bilcescu
Sarmiza lub Sarmisa Bilcescu (po zamążpójściu Bilcescu-Alimănişteanu) (ur. 27 kwietnia 1867, zm. 26 sierpnia 1935) – rumuńska prawniczka. 
Po przybyciu do Francji z matką feministką, w 1884 r. została przyjęta na studia prawnicze na Uniwersytecie Paryskim. Tam jako pierwsza kobieta w Europie obroniła pracę doktorską, pt. De la condition légale de la mère.
W 1915 r. wraz z w Aną Haret, Sabiną Cantacuzino i Marią Filipescu utworzyła pod nadzorem Marii Koburg organizację na rzecz ułatwienia kobietom dostępu do edukacji wyższej.